# Danuta Olejniczak
Danuta Maria Olejniczak z domu Sobczak (ur. 1 kwietnia 1952 w Słupsku) – polska polityk, przedsiębiorca, działaczka społeczna, posłanka na Sejm VI kadencji.

## Życiorys
Ukończyła I Liceum Ogólnokształcące im Stanisława Dubois w Koszalinie. Do czasu wyboru na posła prowadziła własną działalność gospodarczą w zakresie badań opinii publicznej. Za działalność charytatywną została odznaczona m.in. przez Towarzystwo Przyjaciół Dzieci tytułem „Przyjaciel Dziecka”. W 2004 wstąpiła do PO, była przewodniczącą jednego z kół tej partii w Koszalinie.
W wyborach parlamentarnych w 2007 uzyskała mandat poselski z listy Platformy Obywatelskiej. Kandydując w okręgu koszalińskim, otrzymała 11 631 głosów. W wyborach w 2011 bezskutecznie ubiegała się o reelekcję. W 2015 wystąpiła z PO, w wyborach w tym samym roku zarejestrowała się jako niezależna kandydatka do Senatu, w wyniku głosowania nie uzyskała mandatu. Została urzędniczką w koszalińskiej delegaturze Zachodniopomorskiego Urzędu Wojewódzkiego.